# Área metropolitana de Santa Rosa-Petaluma
El Área Estadística Metropolitana de Santa Rosa-Petaluma, CA MSA como la denomina oficialmente la Oficina de Administración y Presupuesto, es un Área Estadística Metropolitana que solo abarca el condado de Sonoma, en el estado estadounidense de California. El área metropolitana tiene una población de 483.878 habitantes según el Censo de 2010, convirtiéndola en la 104.º área metropolitana más poblada de los Estados Unidos.

## Principales comunidades del área metropolitana
Ciudades principales
- Santa Rosa
- Petaluma

Otras comunidades importantes
- Cloverdale
- Cotati
- Healdsburg
- Rohnert Park
- Sebastopol
- Sonoma
- Windsor

## Área Estadística Metropolitana Combinada
El área metropolitana de Santa Rosa-Petaluma es parte del Área Estadística Metropolitana Combinada de San Jose-San Francisco-Oakland, CA CSA junto con:
- El Área Estadística Metropolitana de San Francisco-Oakland-Fremont, CA MSA;
- El Área Estadística Metropolitana de San José-Sunnyvale-Santa Clara, CA MSA;
- El Área Estadística Metropolitana de Vallejo-Fairfield, CA MSA;
- El Área Estadística Metropolitana de Santa Cruz-Watsonville, CA MSA; y
- El Área Estadística Metropolitana de Napa, CA MSA